# Lago Tenaya

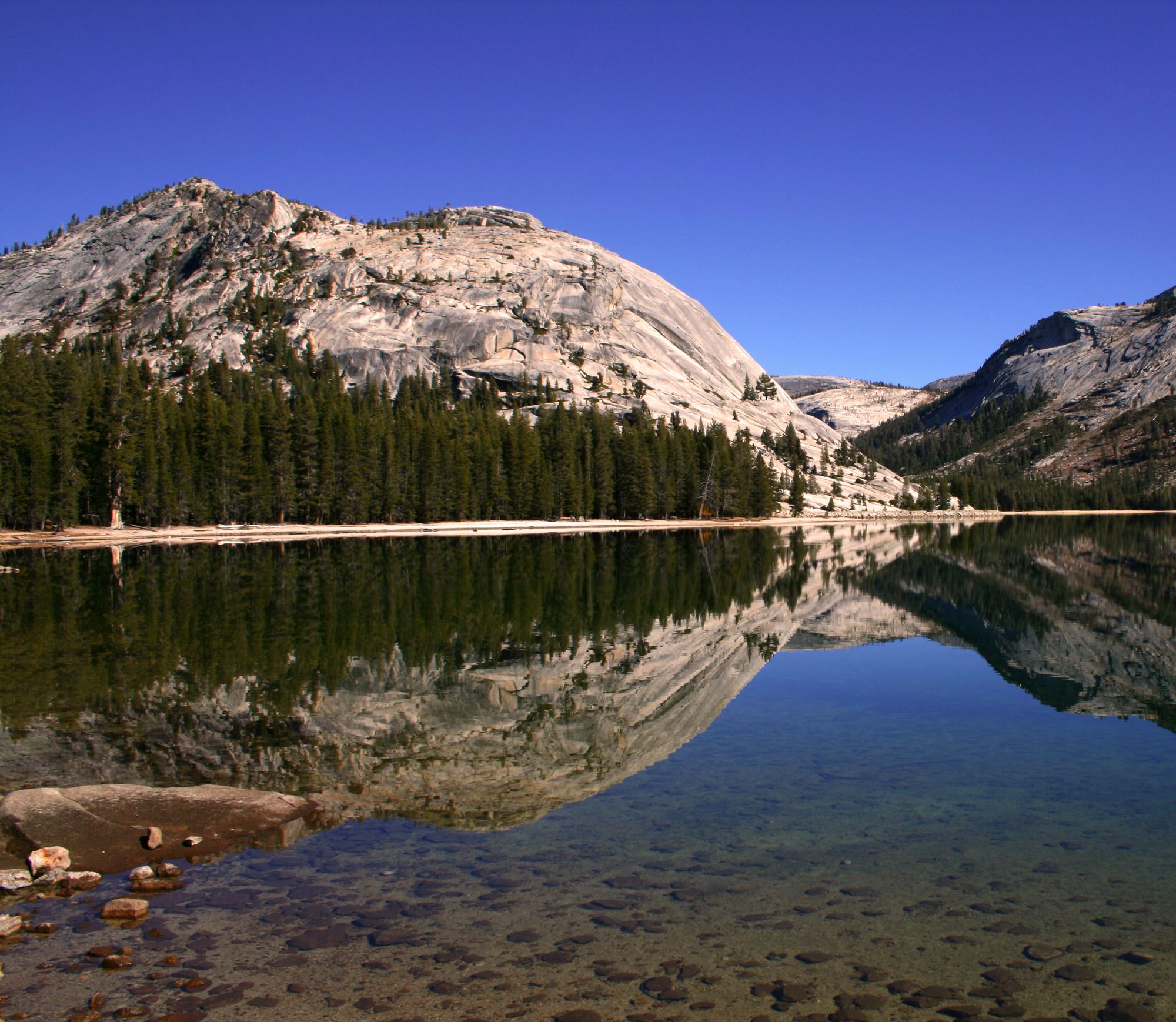
O reflexo de um domo granítico no lago Tenaya, Parque Nacional de Yosemite.

O Lago Tenaya (em inglês:  Tenaya Lake) é um lago no Parque Nacional de Yosemite, localizado entre o Vale de Yosemite e as Tuolumne Meadows, no estado da Califórnia, Estados Unidos.